# 国道72号線 (アメリカ合衆国)
国道72号線は、テネシー州メンフィスから同州チャタヌーガ市までを東西に結ぶアメリカ合衆国の国道である。

## 路線概要
テネシー州の2つの主要都市を結ぶ国道であるが、実はテネシー州を通っている区間はわずかである。大半がミシシッピ州およびアラバマ州を通っている。主要都市には航空宇宙産業で有名なハンツビルがある。メンフィスとチャタヌーガの間をテネシー州を通ってくる国道は国道64号線である。また当路線の総距離も東西を結ぶ2桁国道としては短いほうに入り、都市間を結ぶ国道という意味合いが強い路線である。

## 路線風景

### テネシー州（メンフィス都市圏周辺）

メンフィス中心部の地図

テネシー州のメンフィスが西の起終点。メンフィスはミシシッピ川のほとりにあるテネシー州最大の都市であると同時に東西の数多くの国道が通る路線であり、交通の要所でもある。メンフィスからコリアービルまではテネシー州道57号線と並走している。コリアービルでテネシー州道57号線と別れてしばらくいくとミシシッピ州との州境にはいる。

### ミシシッピ州
ミシシッピ州に入ると道路自体は平坦なものの森林地帯に入っていく。やがてしばらくいくと国道45号線との交点の都市で南北戦争の最後の戦地のひとつとして知られているコリントにたどり着く。コリントを過ぎてしばらく行くとアラバマ州に入る。

### アラバマ州（ハンツビル以西）

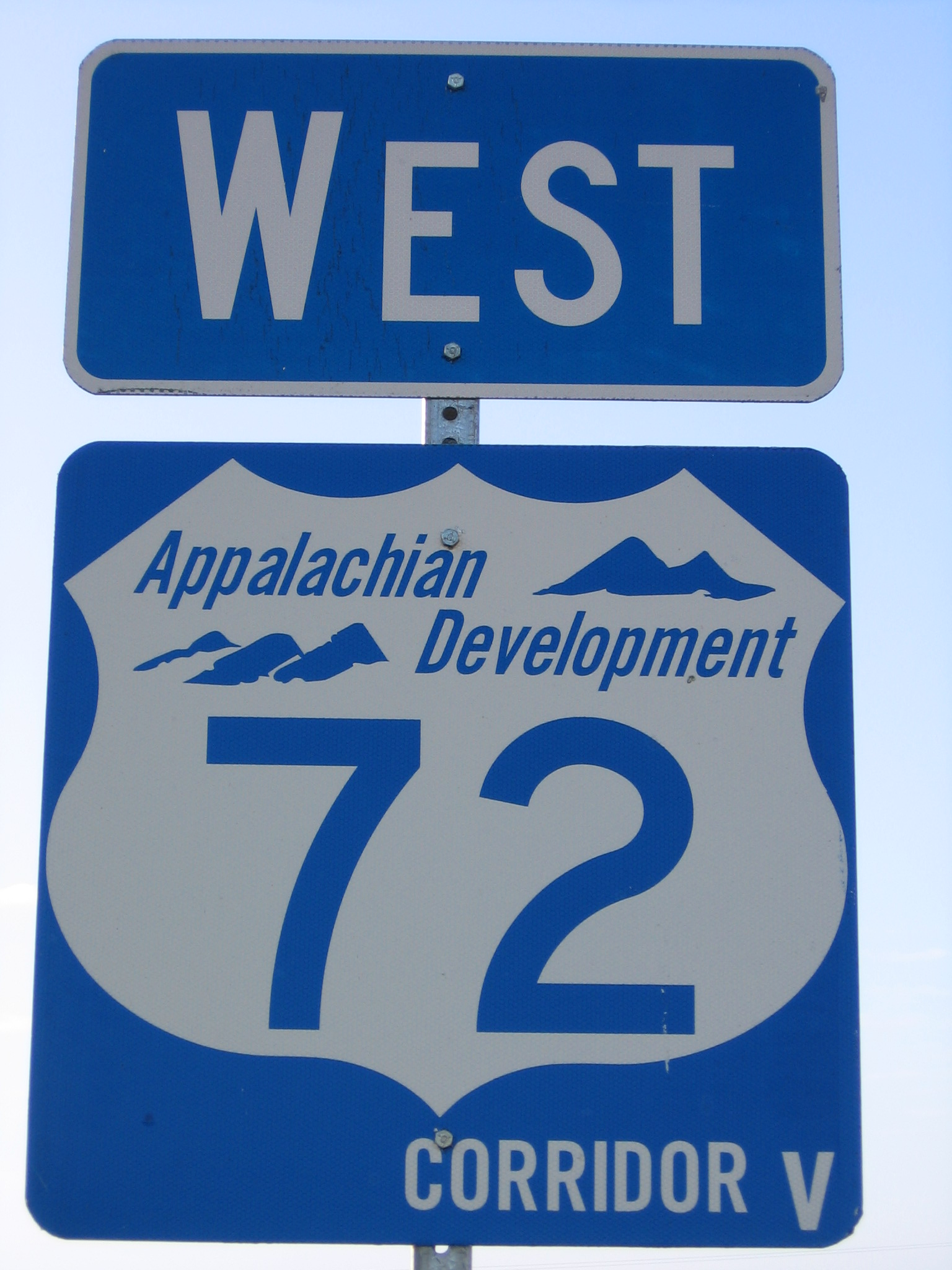

アラバマ州に行くとトッルースビアで72号線は本線と別線（Alternate）の2線に分かれる。本線はフローレンス、州間高速道路65号線（I-65）との交点アセンズを経てハンツビルにたどり着く。別線はディケーターでI-65との交点に入るとI-565との重複路線になりハンツビルにいたる。ハンツビルはNASAの中核基地であるマーシャル宇宙飛行センターがあることが有名である。また国道72号線を通る途中の都市としては最大都市である。

### アラバマ州（ハンツビル以東）～テネシー州（チャタヌーガ都市圏）
ハンツビルから東は再び本線1線に戻る。ここ殻しばらく東に行くとテネシー川を沿うようにして走る。そして北東よりに進路を変えて走行すると再びテネシー州に入る。テネシー州に入ってすぐにI-24との交点に行き着く。そこからすぐに国道41号線、国道64号線と合流する。さらに国道11号線とも合流、そのままチャタヌーガ市内に入ると国道72号線は終わり、そこから先は国道76号線にはいる。なお重複しているの11、41、64の3国道はそのまま東あるいは南北に路線が続いている。

## 通過州
国道72号線は、以下の州を通過する。
- テネシー州（起終点）
- ミシシッピ州
- アラバマ州

## 主な通過都市
- コリント
- フローレンス
- アセンズ
- ディケーター
- ハンツビル